# جزیره بوگنویل
جزیره بوگنویل (انگلیسی: Bougainville Island) یک جزیره در پاپوآ گینه نو است که در ملانزی واقع شده‌است.

## خصوصیات
جزیره بوگنویل ۱۷۵٬۱۶۰ نفر جمعیت دارد و ۲٬۷۱۵ متر بالاتر از سطح دریا واقع شده‌است.